# Camponotus
Camponotus — рід мурашок підродини Formicinae. Є дуже великим і складним, глобально розповсюдженим родом. Величезне видове багатство, високий рівень внутрішньовидової та географічної мінливості і поліморфізму надають таксономії Camponotus певної складності. Ці мурашки живуть в різних середовищах і мікросередовищах проживання і сам розмір роду робить характеристику їхньої біології складним завданням. Гнізда будуються у гнилій деревині або, рідше, в живих деревах (Болтон, 1973а).

## Класифікація
В даний час описано більше 1000 видів і близько 500 підвидів, які належать до 45 підродів (Болтон, 2012). Це найбільший рід мурашок.
Детальнішу систематику дивіться в статті Список видів мурашок роду Camponotus.